# Алачо
Алачо́ или Халачо́ (исп. Halachó) — небольшой город в Мексике, штат Юкатан, входит в состав одноимённого муниципалитета и является его административным центром. Расположен недалеко от границы со штатом Кампече. Численность населения, по данным переписи 2010 года, составила 9412 человек.

## Общие сведения
Название Halachó с майяйского языка можно перевести как тростниковая мышь.
Поселение было основано в доиспанский период, а первое упоминание относится к 1549 году, получив статус энкомьенды. В 1875 году был присвоен статус вилья.
В 1915 году город был ареной военных столкновений между войсками мятежного полковника Абеля Ортиса Аргумедо и армией генерала Сальвадора Альварадо, назначенного губернатором Юкатана правительством Венустиано Каррансы. К этому эпизоду Мексиканской революции относится, в частности, случившаяся в Алачо история чудесного спасения Венсеслао Могеля, выжившего при расстреле после девяти полученных пуль, включая контрольный выстрел в голову.